# Carmen Valdés
Carmen Laura Valdés Capote (ur. 23 listopada 1954 w San José de las Lajas) – kubańska lekkoatletka specjalizująca się w krótkich biegach sprinterskich, dwukrotna uczestniczka letnich igrzysk olimpijskich (Monachium 1972, Montreal 1976), brązowa medalistka olimpijska z Monachium w biegu sztafetowym 4 × 100 metrów.

## Sukcesy sportowe
| Rok  | Miasto        | Zawody                                   | Konkurencja                      | Wynik                    |
| ---- | ------------- | ---------------------------------------- | -------------------------------- | ------------------------ |
| 1971 | Cali          | Igrzyska panamerykańskie                 | bieg na 200 m sztafeta 4 × 100 m | srebrny medal            |
| 1972 | Monachium     | Igrzyska olimpijskie                     | sztafeta 4 × 100 m               | brązowy medal            |
| 1973 | Maracaibo     | Mistrzostwa Ameryki Środkowej i Karaibów | bieg na 100 m                    | srebrny medal            |
| 1974 | Santo Domingo | Igrzyska Ameryki Środkowej i Karaibów    | bieg na 100 m bieg na 200 m      | złoty medal              |
| 1975 | Meksyk        | Igrzyska panamerykańskie                 | sztafeta 4 × 100 m bieg na 100 m | srebrny medal 8. miejsce |

## Rekordy życiowe
- bieg na 100 metrów – 11,1 (1976)